# Отступник (фильм, 2017)
«Отступник» (англ. Romans) — британский драматический фильм режиссёров Людвига Шаммасяна и Пола Шаммасяна. В главной роли Орландо Блум. Премьера фильма состоялась 1 июля 2017 года на Эдинбургском международном кинофестивале.

## Сюжет
Согласно опубликованному синопсису, фильм расскажет о человеке, который, переживая тяжёлую душевную травму, находится в постоянной борьбе с самим собой.

## В ролях
- Орландо Блум — Малки
- Джанет Монтгомери — Эмма
- Чарли Крид-Майлз — Пал
- Энн Рейд — Мать Малки
- Джош Майерс — Колин
- Дебора Рок — церковная хористка
- Джеймс Смилли — Джимми
- Алекс Фернс — Джо
- Наташа Нил — Сью
- Джо Уитли — певчий
- Дино Фаззани — строитель в кафе
- Майкл Чепмен — церковный участник
- Рори Нолан — Билли
- Кайл Риис — Мик